# 斯莫列尼茨
斯莫列尼茨是位於斯洛伐克特爾納瓦州特爾納瓦區的一個村莊。自10世紀開始，這裡就是匈牙利王國的一部分。斯莫列尼茨主要的觀光景點有斯莫列尼茨城堡。

## 外部連結
- Municipal website （页面存档备份，存于） （斯洛伐克文）
- http://en.e-obce.sk/obec/smolenice/smolenice.html （页面存档备份，存于）